# Mandylion

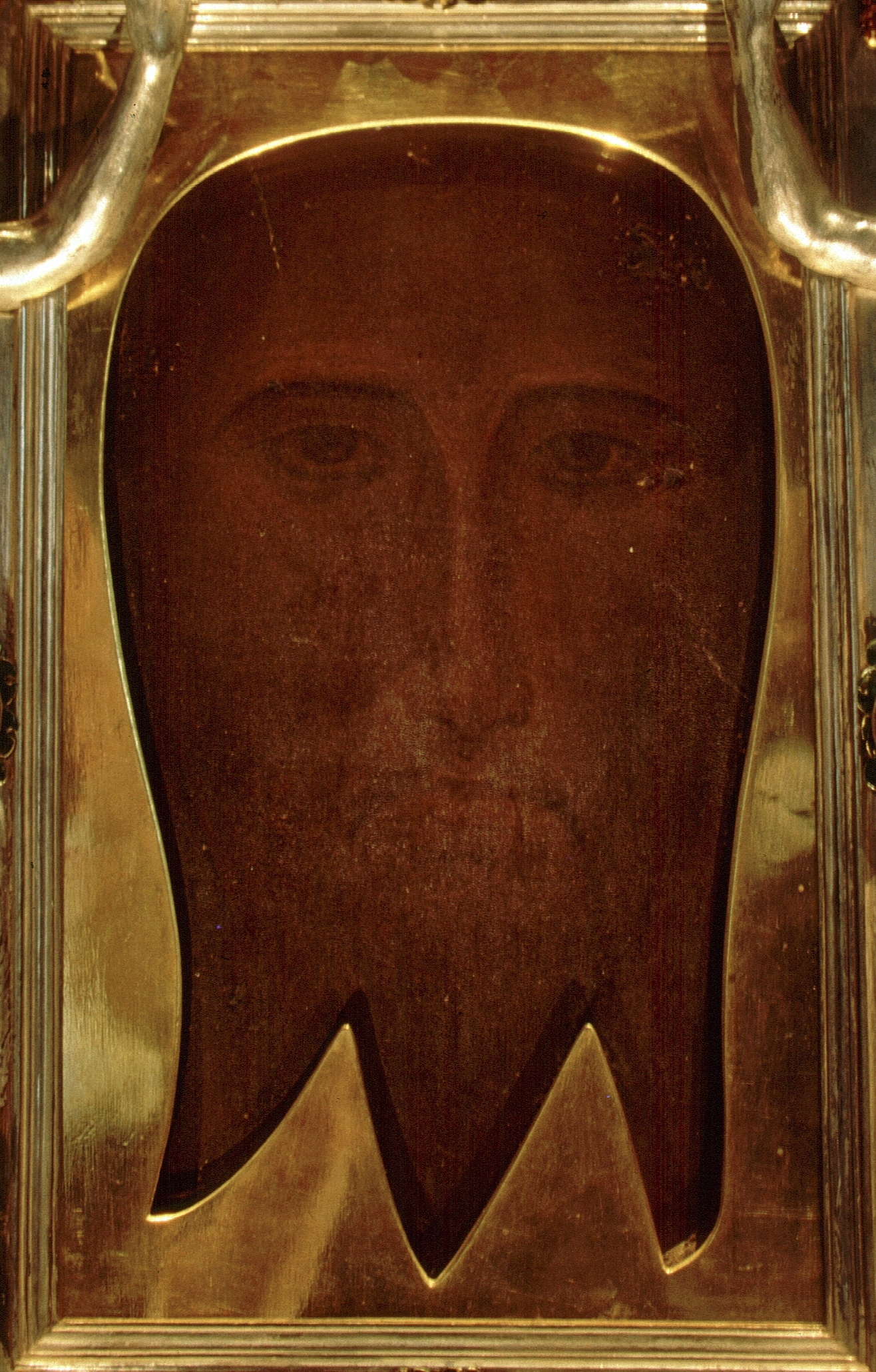
Mandylion na výstavě Expo 2000

Mandylion nebo také obraz z Edessy je svatá relikvie, uctívaná jako obraz rukama nestvořený (neboli acheiropoieton). Sestává z plátna, na kterém je údajný otisk tváře Ježíše Krista.

## Historie
Tento otisk je podle křesťanské legendy připisován edesskému malíři Ananiášovi, kterého vyslal za Ježíšem nemocný král Abgar z Edessy. Požadoval po něm portrét Ježíše, který by ho uzdravil. Malíř nedokázal svůj úkol splnit, tak Ježíš přitiskl svou tvář na ubrus ze stolu. Otisk své tváře zaslal králi, který obraz políbil a tím se uzdravil. Legenda o kontaktu krále Abgara s Ježíšem má několik verzí. Nejstarší podává Eusebius z Caesareje ve svých Církevních dějinách počátkem čtvrtého století n. l. (1,13). Podle ní si Abgar s Ježíšem pouze vyměnili dopisy a uzdravit krále přišel až Ježíšův učedník Tadeáš po Ježíšově vzkříšení. Zmínka o Ježíšově obraze se objevuje až v syrském spise Učení apoštola Addaie (Doctrina Addai) z 5. stol.: Abgarův posel Hanan (Ananiáš) králi namaloval v Jeruzalémě Ježíšův portrét. Vyprávění o zázračně vzniklém otisku Ježíšovy tváře přináší ve svých Církevních dějinách Evargius Scholasticus (593 n. l.).
Podobným otiskem Kristovy tváře je veraikon, který podle legendy o otiskl Ježíš cestou na Golgotu na roušku sv. Veroniky. Má se lišit vyobrazením trnové koruny a kapek krve. Evropští (katoličtí) malíři pozdního středověku však někdy obě vyobrazení zaměňovali.

## Originál a kopie
V desátém století domnělý originál obrazu dovezl do Konstantinopole generál Ioannes Kurkuas a účastníci čtvrté křížové výpravy obraz uloupili a odvezli do Paříže, kde byl uložen ve sbírce relikvií krále Ludvíka IX. v kapli Sainte Chapelle. Z tohoto originálu bylo ve 13.–14. století zhotoveno několik kopií, mimo jiné pro Svatovítský poklad v Praze. Během Velké francouzské revoluce byl při drancování pokladu zachráněn a odvezen do papežských sbírek ve Vatikánu, kde je dodnes.
Mandylion je svým významem pro pravoslavné křesťany přirovnáván k turínskému plátnu.

## Současnost
V současné době je relikvie uložena v soukromé papežské kapli sv. Matyldy ve Vatikánu. Občas ji za nejpřísnějších bezpečnostních opatření půjčují na výstavy světovým muzeím, například v červnu 2011 byla vystavena v Britskému muzeu v Londýně, nebo v pavilónu Vatikánu na Světové výstavě Expo 2000 v Hannoveru v Německu.